# KELT-1
KELT-1 är en dubbelstjärna belägen i den mellersta delen av stjärnbilden Andromeda. Den har en skenbar magnitud av ca 10,63 och kräver ett teleskop för att kunna observeras. Baserat på parallax enligt Gaia Data Release 3 på ca 3,684 mas beräknas den befinna sig på ett avstånd av ca 885 ljusår (ca 271 parsec) från solen. Den rör sig bort från solen med en heliocentrisk radialhastighet av ca 1,3 km/s.

## Egenskaper
KELT-1 är en gul till vit stjärna i huvudserien av spektralklass F5 Den har en massa av ca 1,32 solmassa, en radie av ca 1,46 solradie och utsänder energi från dess fotosfär motsvarande ca 3,1 gånger solen vid en effektiv temperatur av ca 6 500 K. Stjärnan liknar solen i dess koncentration av tunga element, med ett metallicitetsindex Fe/H på 0,008 ± 0,073, men är mycket yngre med en ålder av 1,75 ± 0,25 miljarder år. Stjärnan roterar mycket snabbt.
En röd dvärgstjärna som följeslagare på ett beräknat avstånd på 154 ± 8 AE upptäcktes 2012, samtidigt med en planetär följeslagare.

## Planetsystem
År 2012 upptäcktes att stjärnan omkretsades av en brun dvärgplanet eller jätteplanet med låg massa.
Atmosfären hos den bruna dvärgen KELT-1b har utförligt mätts från rymd- och markbaserade observatorier av ett team av astronomer lett av Thomas Beatty. De fann att KELT-1b har en jämviktstemperatur på 2 422 +32−24 grader Fahrenheit, men uppvisar en mycket stark kontrast mellan uppmätta dag- och natttemperaturer. Dagtemperaturen verkar vara 3 340 ± 110 K, medan nattemperaturen är 1 173 +175−130 K. Den överskjutande dagtemperaturen kan vara en artefakt som härrör från starkt reflekterande (dagsidans albedo når 0,5, vilket är ovanligt för heta planeter och bruna dvärgar) bergångmoln. Dessutom är det ljusaste bandet förskjutet österut från den subsolära punkten med 18,3 ± 7,4°.
KELT-1b:s densitet på 22,1 +5,62−9,16 g/cm³ är den högsta bland välkarakteriserade planeter.
Planetomloppsbanan är väl i linje med stjärnans ekvatorialplan, med en feljusteringsvinkel på 2 ± 16°. Trots den korta omloppsperioden hade KELT-1b:s omloppsbana inte noterats fram till 2018.
| Planet | Massa           | Halv storaxel (AE) | Siderisk omloppstid (d) | Excentricitet | Inklination | Radie              |
| ------ | --------------- | ------------------ | ----------------------- | ------------- | ----------- | ------------------ |
| b      | 27,23 ± 0,48 MJ | 0,02466 ± 0,00016  | 1,21749397              | 0             | 85,3 ± 2,6° | 1,15 +0,10−0,15 RJ |